# Сломанный меч (Касымбеков)
«Сломанный меч» (кирг. Сынган кылыч) — исторический роман киргизского писателя Тологона Касымбекова.

## Описание
Роман входит в тетралогию «Сломанный меч», «Келкел», «Баскын» («Нашествие») и «Кыргын» («Истребление»).
Действие романа происходит в Кокандском ханстве с 1801 года (время правления Алим-хана) по 1876 год (когда был казнён Пулат-хан). В романе повествуется о противостоянии Кокандского ханства с Российской империй, в результате которого оно вошло в её состав.

## История
Текст романа неоднократно менялся автором. В 1961 году вышел журнальный вариант романа. В нём предводитель Кокандского восстания Пулат-хан описан как положительный герой, а российский генерал Михаил Скобелев, направленный на его подавление, как отрицательный. Это вызвало острую дискуссию, роман был раскритикован как противоречащий концепции пролетарского братства и дружбы народов и, по предложению первого секретаря ЦК КП Киргизии Турдакуна Усубалиева, Касымбеков переработал его в соответствии с задачами русского исторического романа.
Издание романа отдельной книгой вышло в 1966 году. В 1971 году вышло русское издание романа в переводе Л. Лебедевой, в 1980 году — перевод на английский язык с русского издания. В 1998 году вышло новое, переработанное издание на киргизском языке. Всего на киргизском языке роман выходил в пяти изданиях. Касымбеков переработал киргизский текст романа с исправлением изменений, требовавшихся из-за идеологических нужд, но на русском и английском языках имеются только переводы с советской версии.

## Отзывы
Киргизский литературовед профессор Гульнара Мурзахмедова пишет, что «на высоком профессиональном уровне историческая проза в кыргызской литературе начала свое развитие с появлением романа „Сломанный меч“ Толегена Касымбекова».
Киргизский литературовед Абдыкадыр Садыков пишет: «„Сломанный меч“ — новая эра исторических романов в кыргызской литературе. Т. Касымбеков — великий педагог. Историю можно читать и на сухую. А он превращает это в художественные образы».